# Cryptothrips sordidatus
Cryptothrips sordidatus är en insektsart som beskrevs av Ian A. Hood 1927. Cryptothrips sordidatus ingår i släktet Cryptothrips och familjen rörtripsar. Inga underarter finns listade i Catalogue of Life.